# Staatsrat (Island)
Der isländische Staatsrat (ríkisráð) besteht aus den Ministern des jeweils amtierenden Kabinetts (stjórnarráð) und dem Präsidenten Islands, unter dem Vorsitz des Präsidenten bzw. der Präsidentin.

## Einberufung und Aufgaben
Der Staatsrat wird vom Präsidenten auf Vorschlag des Premierministers einberufen. Dem Präsidenten müssen im Staatsrat unter anderem die Gesetzesentwürfe sowie Anträge, das Althing aufzulösen oder Sitzungen zu verschieben, vorgelegt werden.